# Henry Scrope (9e baron Scrope de Bolton)
Henry Scrope, 9e baron Scrope de Bolton, (vers 1534 - 13 juin 1592) est le fils et héritier de John Scrope, 8e baron Scrope de Bolton et de Catherine Clifford, fille de Henry Clifford (2e comte de Cumberland).

## Biographie
Henry Scrope, un fidèle partisan d'Élisabeth Ire, est maréchal de l'armée lors du siège de Leith en 1559 qui voit la fin de la "Auld Alliance" entre l’Écosse et la France. Il est nommé Gardien des Marches et capitaine de Carlisle de 1562 jusqu'à la fin de sa vie .
En avril 1568, Marie Stuart s'enfuit à travers le Solway Firth vers l'Angleterre après avoir perdu la bataille de Langside. Elle arrive à Workington, de là à Cockermouth et de là à Carlisle. Scrope est à la cour à ce moment-là, mais se précipite vers le nord avec Sir Francis Knollys pour la prendre en charge. Après un bref emprisonnement au Château de Carlisle, Mary est transférée avec une grande suite de serviteurs dans la maison de Lord Scrope dans le Yorkshire, le château de Bolton. Six mois plus tard, elle est transférée au château de Tutbury.
En 1569, lors du soulèvement avorté du Nord, les comtes catholiques du Nord se rebellent dans le but de libérer Marie, reine d'Écosse, de son emprisonnement à Tutbury et de rétablir l'ancienne religion avec Marie comme reine. En tant que capitaine de Carlisle, Scrope est impliqué dans la répression du soulèvement. Il est fait chevalier de la Jarretière en 1584 .
Il meurt à Carlisle le 13 juin 1592 et est remplacé par son fils aîné Thomas Scrope, 10e baron Scrope de Bolton. Après sa mort en 1592, la reine Elizabeth écrit une lettre louant ses loyaux services .

## Famille
Il épouse Mary, fille d'Edward North (1er baron North) (en), décédé en 1558. Par elle, il a une fille Mary, qui épouse William Bowes de Streatlam.

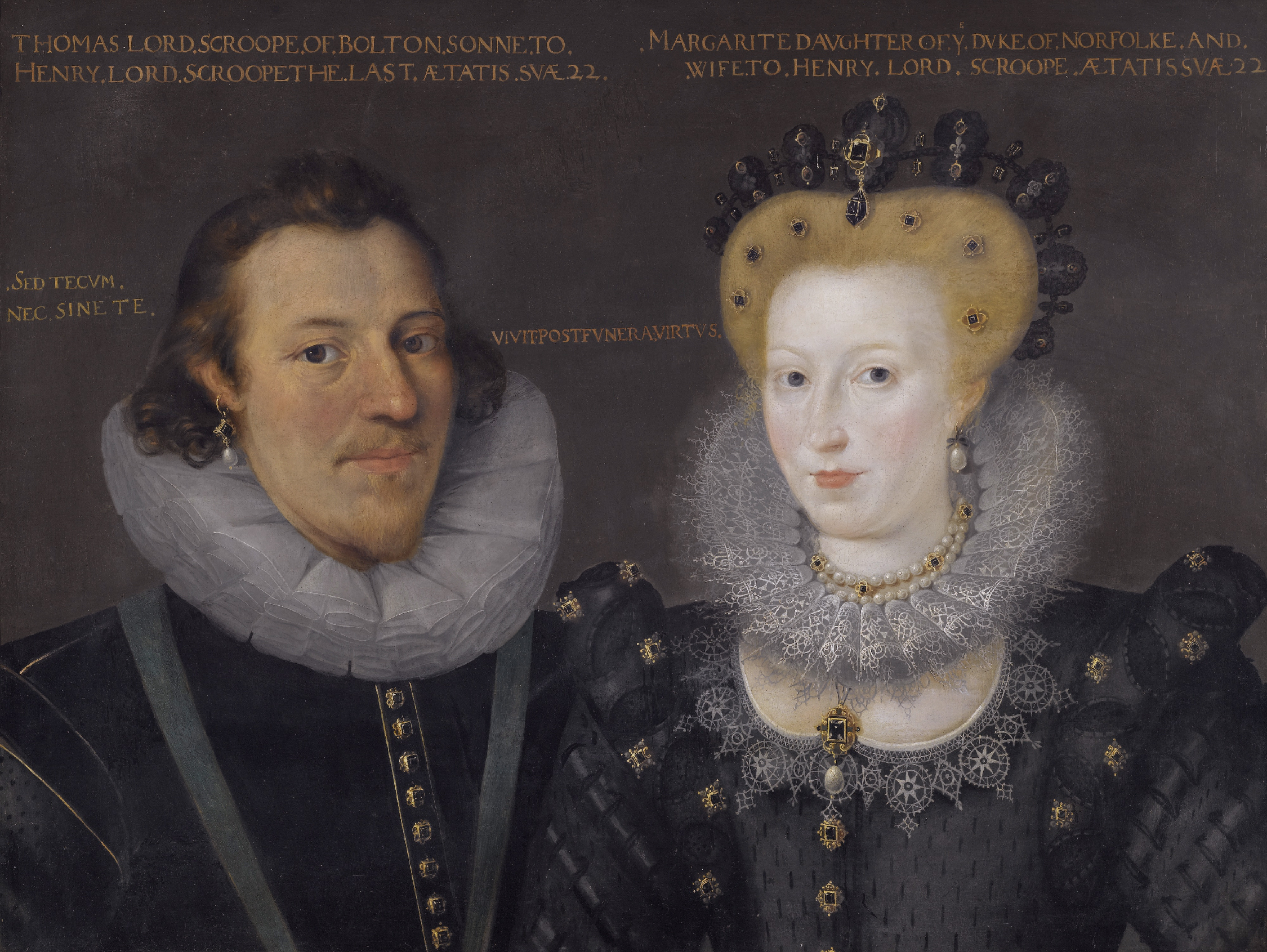
Sa seconde épouse, Margaret Howard, et leur fils aîné, Thomas

Il se remarie à Margaret Howard, fille d'Henry Howard, comte de Surrey et de Frances de Vere . Ils ont deux fils, dont l'aîné est son héritier, Thomas.